# Xylotrechus longitarsis
Xylotrechus longitarsis là một loài bọ cánh cứng trong họ Cerambycidae.